# Tour de Picardie 2013
La 67e édition du Tour de Picardie a eu lieu du 10 au 12 mai 2013. La course fait partie du calendrier UCI Europe Tour 2013 en catégorie 2.1.

## Présentation

### Équipes
Classé en catégorie 2.1 de l'UCI Europe Tour, le Tour de Picardie est par conséquent ouvert aux UCI ProTeams dans la limite de 50 % des équipes participantes, aux équipes continentales professionnelles, aux équipes continentales et à une équipe nationale française.
16 équipes participent à ce Tour de Picardie - 7 ProTeams, 6 équipes continentales professionnelles et 3 équipes continentales :
| Nom de l'équipe         | Pays     | Code |
| ----------------------- | -------- | ---- |
| AG2R La Mondiale        | France   | ALM  |
| Argos-Shimano           | Pays-Bas | ARG  |
| FDJ                     | France   | FDJ  |
| Lotto-Belisol           | Belgique | LTB  |
| Omega Pharma-Quick Step | Belgique | OPQ  |
| Saxo-Tinkoff            | Danemark | TST  |
| Vacansoleil-DCM         | Pays-Bas | VCD  |

| Nom de l'équipe         | Pays   | Code |
| ----------------------- | ------ | ---- |
| BigMat-Auber 93         | France | BIG  |
| La Pomme Marseille      | France | LPM  |
| Roubaix Lille Métropole | France | RLM  |

| Nom de l'équipe              | Pays           | Code |
| ---------------------------- | -------------- | ---- |
| Bretagne-Séché Environnement | France         | BSE  |
| Cofidis                      | France         | COF  |
| Europcar                     | France         | EUC  |
| MTN-Qhubeka                  | Afrique du Sud | MTN  |
| Sojasun                      | France         | SOJ  |
| Topsport Vlaanderen-Baloise  | Belgique       | TSV  |

### Favoris
Les principaux favoris de ce Tour de Picardie seront essentiellement des sprinteurs dû au parcours relativement plat. Parmi ceux-ci nous retrouverons le récent vainqueur des Quatre Jours de Dunkerque, le Français Arnaud Démare (FDJ), ses compatriotes, les jeunes Bryan Coquard (Europcar), Maxime Daniel (Sojasun) et Adrien Petit (Cofidis), deux autres français Fabien Bacquet (BigMat-Auber 93) et Samuel Dumoulin (AG2R La Mondiale), le coéquipier de ce dernier, le Biélorusse Yauheni Hutarovich, l'Allemand Marcel Kittel (Argos-Shimano) le Lituanien Evaldas Šiškevičius (Sojasun), le Britannique Andrew Fenn (Omega Pharma-Quick Step) ou encore le Néerlandais Kenny van Hummel (Vacansoleil-DCM).
Les autres principaux coureurs au départ sont: Les Belges Tom Boonen (Omega Pharma-Quick Step), qui effectue là sa rentrée après sa chute lors du Tour des Flandres et Jürgen Roelandts (Lotto-Belisol), le Néerlandais Johnny Hoogerland (Vacansoleil-DCM) et le Français Yoann Offredo (FDJ).

## Étapes
| Étape     | Date   | Villes étapes                   |  | Distance (km) | Vainqueur d’étape | Leader du classement général |
| --------- | ------ | ------------------------------- |  | ------------- | ----------------- | ---------------------------- |
| 1re étape | 10 mai | Guise – Flixecourt              |  | 190           | Marcel Kittel     | Marcel Kittel                |
| 2e étape  | 11 mai | Oisemont – Bailleul-sur-Thérain |  | 171           | Bryan Coquard     | Bryan Coquard                |
| 3e étape  | 12 mai | Nanteuil-le-Haudouin – Soissons |  | 171           | Marcel Kittel     | Marcel Kittel                |

## Déroulement de la course

### 1reétape
|    | Coureur          | Équipe                       |    | Temps           |
| -- | ---------------- | ---------------------------- | -- | --------------- |
| 1  | Marcel Kittel    | Argos-Shimano                | en | 4 h 57 min 46 s |
| 2  | Bryan Coquard    | Europcar                     | +  | m.t             |
| 3  | Erwann Corbel    | Bretagne-Séché Environnement |    | m.t             |
| 4  | Benjamin Giraud  | La Pomme Marseille           |    | m.t             |
| 5  | Danny van Poppel | Vacansoleil-DCM              |    | m.t             |
| 6  | Andrew Fenn      | Omega Pharma-Quick Step      |    | m.t             |
| 7  | Kenny van Hummel | Vacansoleil-DCM              |    | m.t             |
| 8  | Maxime Daniel    | Sojasun                      |    | m.t             |
| 9  | Jürgen Roelandts | Lotto-Belisol                |    | m.t             |
| 10 | Lloyd Mondory    | AG2R La Mondiale             |    | m.t             |

|    | Coureur             | Équipe                       |    | Temps           |
| -- | ------------------- | ---------------------------- | -- | --------------- |
| 1  | Marcel Kittel       | Argos-Shimano                | en | 4 h 57 min 36 s |
| 2  | Bryan Coquard       | Europcar                     | +  | 4 s             |
| 3  | Sven Vandousselaere | Topsport Vlaanderen-Baloise  |    | 5 s             |
| 4  | Erwann Corbel       | Bretagne-Séché Environnement |    | 6 s             |
| 5  | Benjamin Giraud     | La Pomme Marseille           |    | 10 s            |
| 6  | Danny van Poppel    | Vacansoleil-DCM              |    | 10 s            |
| 7  | Andrew Fenn         | Omega Pharma-Quick Step      |    | 10 s            |
| 8  | Kenny van Hummel    | Vacansoleil-DCM              |    | 10 s            |
| 9  | Maxime Daniel       | Sojasun                      |    | 10 s            |
| 10 | Jürgen Roelandts    | Lotto-Belisol                |    | 10 s            |

### 2eétape
|    | Coureur           | Équipe                       |    | Temps           |
| -- | ----------------- | ---------------------------- | -- | --------------- |
| 1  | Bryan Coquard     | Europcar                     | en | 4 h 06 min 11 s |
| 2  | Marcel Kittel     | Argos-Shimano                | +  | m.t             |
| 3  | Andrew Fenn       | Omega Pharma-Quick Step      |    | m.t             |
| 4  | Yannick Martinez  | La Pomme Marseille           |    | m.t             |
| 5  | Kenny van Hummel  | Vacansoleil-DCM              |    | m.t             |
| 6  | Kristian Sbaragli | MTN-Qhubeka                  |    | m.t             |
| 7  | Davide Viganò     | Lampre-Merida                |    | m.t             |
| 8  | Erwann Corbel     | Bretagne-Séché Environnement |    | m.t             |
| 9  | Andrea Palini     | Lampre-Merida                |    | m.t             |
| 10 | Benjamin Giraud   | La Pomme Marseille           |    | m.t             |

|    | Coureur             | Équipe                       |    | Temps           |
| -- | ------------------- | ---------------------------- | -- | --------------- |
| 1  | Bryan Coquard       | Europcar                     | en | 9 h 03 min 41 s |
| 2  | Marcel Kittel       | Argos-Shimano                | +  | 0 s             |
| 3  | Sébastien Minard    | AG2R La Mondiale             |    | 10 s            |
| 4  | Sven Vandousselaere | Topsport Vlaanderen-Baloise  |    | 11 s            |
| 5  | Andrew Fenn         | Omega Pharma-Quick Step      |    | 12 s            |
| 6  | Erwann Corbel       | Bretagne-Séché Environnement |    | 12 s            |
| 7  | Kenny van Hummel    | Vacansoleil-DCM              |    | 16 s            |
| 8  | Benjamin Giraud     | La Pomme Marseille           |    | 16 s            |
| 9  | Jürgen Roelandts    | Lotto-Belisol                |    | 16 s            |
| 10 | Kristian Sbaragli   | MTN-Qhubeka                  |    | 16 s            |

### 3eétape
|    | Coureur             | Équipe                  |    | Temps           |
| -- | ------------------- | ----------------------- | -- | --------------- |
| 1  | Marcel Kittel       | Argos-Shimano           | en | 4 h 05 min 13 s |
| 2  | Kenny van Hummel    | Vacansoleil-DCM         | +  | m.t             |
| 3  | Danny van Poppel    | Vacansoleil-DCM         |    | m.t             |
| 4  | Adrien Petit        | Cofidis                 |    | m.t             |
| 5  | Jens Debusschere    | Lotto-Belisol           |    | m.t             |
| 6  | Evaldas Šiškevičius | Sojasun                 |    | m.t             |
| 7  | Kristian Sbaragli   | MTN-Qhubeka             |    | m.t             |
| 8  | Maximiliano Richeze | Lampre-Merida           |    | m.t             |
| 9  | Yannick Martinez    | La Pomme Marseille      |    | m.t             |
| 10 | Maxime Le Montagner | Roubaix Lille Métropole |    | m.t             |

|    | Coureur             | Équipe                       |    | Temps            |
| -- | ------------------- | ---------------------------- | -- | ---------------- |
| 1  | Marcel Kittel       | Argos-Shimano                | en | 13 h 08 min 44 s |
| 2  | Bryan Coquard       | Europcar                     | +  | 7 s              |
| 3  | Kenny van Hummel    | Vacansoleil-DCM              |    | 20 s             |
| 4  | Sébastien Minard    | AG2R La Mondiale             |    | 20 s             |
| 5  | Sven Vandousselaere | Topsport Vlaanderen-Baloise  |    | 21 s             |
| 6  | Andrew Fenn         | Omega Pharma-Quick Step      |    | 22 s             |
| 7  | Erwann Corbel       | Bretagne-Séché Environnement |    | 22 s             |
| 8  | Danny van Poppel    | Vacansoleil-DCM              |    | 22 s             |
| 9  | Maxime Daniel       | Sojasun                      |    | 23 s             |
| 10 | Benjamin Giraud     | La Pomme Marseille           |    | 24 s             |

## Classements finals

### Classement général
|    | Cycliste            | Pays        | Équipe                       |    | Temps            |
| -- | ------------------- | ----------- | ---------------------------- | -- | ---------------- |
| 1  | Marcel Kittel       | Allemagne   | Argos-Shimano                | en | 13 h 08 min 44 s |
| 2  | Bryan Coquard       | France      | Europcar                     | +  | 7 s              |
| 3  | Kenny van Hummel    | Pays-Bas    | Vacansoleil-DCM              |    | 20 s             |
| 4  | Sébastien Minard    | France      | AG2R La Mondiale             |    | 20 s             |
| 5  | Sven Vandousselaere | Belgique    | Topsport Vlaanderen-Baloise  |    | 21 s             |
| 6  | Andrew Fenn         | Royaume-Uni | Omega Pharma-Quick Step      |    | 22 s             |
| 7  | Erwann Corbel       | France      | Bretagne-Séché Environnement |    | 22 s             |
| 8  | Danny van Poppel    | Pays-Bas    | Vacansoleil-DCM              |    | 22 s             |
| 9  | Maxime Daniel       | France      | Sojasun                      |    | 23 s             |
| 10 | Benjamin Giraud     | France      | La Pomme Marseille           |    | 24 s             |

### Classements annexes
|   | Cycliste         | Équipe          | Points |
| - | ---------------- | --------------- | ------ |
| 1 | Marcel Kittel    | Argos-Shimano   | 72     |
| 2 | Bryan Coquard    | Europcar        | 59     |
| 3 | Kenny van Hummel | Vacansoleil-DCM | 52     |

|   | Cycliste         | Équipe           | Points |
| - | ---------------- | ---------------- | ------ |
| 1 | David Boucher    | FDJ              | 8      |
| 2 | Sébastien Minard | AG2R La Mondiale | 6      |
| 3 | Yoann Offredo    | FDJ              | 4      |

| \| \| Équipe \| Pays \| \| Temps \| \| - \| ---------------------------- \| -------- \| -- \| ---------------- \| \| 1 \| Bretagne-Séché Environnement \| France \| en \| 39 h 27 min 30 s \| \| 2 \| AG2R La Mondiale \| France \| + \| m.t \| \| 3 \| Topsport Vlaanderen-Baloise \| Belgique \| \| m.t \| |                              |          |    |                  |
| | Équipe                       | Pays     |    | Temps            |
| 1 | Bretagne-Séché Environnement | France   | en | 39 h 27 min 30 s |
| 2 | AG2R La Mondiale             | France   | +  | m.t              |
| 3 | Topsport Vlaanderen-Baloise  | Belgique |    | m.t              |

## Évolution des classements
| Étape              | Vainqueur          | Classement général | Classement par points | Classement de la montagne | Classement par équipes       | Coureur le plus combatif |
| ------------------ | ------------------ | ------------------ | --------------------- | ------------------------- | ---------------------------- | ------------------------ |
| 1                  | Marcel Kittel      | Marcel Kittel      | Marcel Kittel         | Rudy Kowalski             | Bretagne-Séché Environnement | Sven Vandousselaere      |
| 2                  | Bryan Coquard      | Bryan Coquard      | Bryan Coquard         | Sébastien Minard          | Bretagne-Séché Environnement | Sébastien Minard         |
| 3                  | Marcel Kittel      | Marcel Kittel      | Marcel Kittel         | David Boucher             | Bretagne-Séché Environnement | David Boucher            |
| Classements finals | Classements finals | Marcel Kittel      | Marcel Kittel         | David Boucher             | Bretagne-Séché Environnement | Non décerné              |

## Liste des participants
- Liste de départ complète

| Légende | Légende                                                                                                  | Légende | Légende                                                                                         |
| ------- | --- | ------- | ----------------------------------------------------------------------------------------------- |
| Num     | Dossard de départ porté par le coureur sur ce Tour de Picardie                                           | Pos     | Position finale au classement général                                                           |
|         | Indique le vainqueur du classement général                                                               |         | Indique le vainqueur du classement de la montagne                                               |
|         | Indique le vainqueur du classement des sprints                                                           | #       | Indique la meilleure équipe                                                                     |
| NP      | Indique un coureur qui n'a pas pris le départ d'une étape, suivi du numéro de l'étape où il s'est retiré | AB      | Indique un coureur qui n'a pas terminé une étape, suivi du numéro de l'étape où il s'est retiré |
| HD      | Indique un coureur qui a terminé une étape hors des délais, suivi du numéro de l'étape                   | *       | Indique un coureur en lice pour le maillot blanc (coureurs nés après le 1er janvier 1988)       |

| Argos-Shimano ARG | Argos-Shimano ARG                 | Argos-Shimano ARG |
| ----------------- | --------------------------------- | ----------------- |
| Num               | Coureur                           | Pos               |
| 1                 | Marcel Kittel (GER)               | 1er               |
| 2                 | Jonas Ahlstrand (SWE)             | 72e               |
| 3                 | William Clarke (AUS)              | 109e              |
| 4                 | Roy Curvers (NED)                 | 59e               |
| 5                 | Reinardt Janse van Rensburg (RSA) | 80e               |
| 6                 | Ramon Sinkeldam (NED)             | 49e               |
| 7                 | Tom Veelers (NED)                 | 93e               |
| 8                 | Yan Dong Xing (CHN)               | 114e              |

| FDJ | FDJ                     | FDJ  |
| --- | ----------------------- | ---- |
| Num | Coureur                 | Pos  |
| 11  | Arnaud Démare (FRA)     | 24e  |
| 12  | William Bonnet (FRA)    | 67e  |
| 13  | David Boucher (FRA)     | 92e  |
| 14  | Arnaud Courteille (FRA) | 94e  |
| 15  | Mickaël Delage (FRA)    | AB-2 |
| 16  | Kenny Elissonde (FRA)   | AB-3 |
| 17  | Yoann Offredo (FRA)     | 77e  |
| 18  | Geoffrey Soupe (FRA)    | 89e  |

| Europcar EUC | Europcar EUC             | Europcar EUC |
| ------------ | ------------------------ | ------------ |
| Num          | Coureur                  | Pos          |
| 21           | Bryan Coquard (FRA)      | 2e           |
| 22           | Yukiya Arashiro (JPN)    | 69e          |
| 23           | Franck Bouyer (FRA)      | 85e          |
| 24           | Sébastien Chavanel (FRA) | 53e          |
| 25           | Yohann Gène (FRA)        | 22e          |
| 26           | Tony Hurel (FRA)         | 79e          |
| 27           | Alexandre Pichot (FRA)   | 101e         |
| 28           | Björn Thurau (GER)       | 90e          |

| Omega Pharma-Quick Step OPQ | Omega Pharma-Quick Step OPQ | Omega Pharma-Quick Step OPQ |
| --------------------------- | --------------------------- | --------------------------- |
| Num                         | Coureur                     | Pos                         |
| 31                          | Tom Boonen (BEL)            | 55e                         |
| 32                          | Andrew Fenn (GBR)           | 6e                          |
| 33                          | Nikolas Maes (BEL)          | 15e                         |
| 34                          | František Raboň (CZE)       | 25e                         |
| 35                          | Niki Terpstra (NED)         | 56e                         |
| 36                          | Kristof Vandewalle (BEL)    | 65e                         |
| 37                          | Martin Velits (SVK)         | 63e                         |

| AG2R La Mondiale ALM | AG2R La Mondiale ALM     | AG2R La Mondiale ALM |
| -------------------- | ------------------------ | -------------------- |
| Num                  | Coureur                  | Pos                  |
| 41                   | Yauheni Hutarovich (BLR) | 104e                 |
| 42                   | Gediminas Bagdonas (LTU) | 14e                  |
| 43                   | Steve Chainel (FRA)      | 34e                  |
| 44                   | Samuel Dumoulin (FRA)    | 42e                  |
| 45                   | Hugo Houle (CAN)         | 66e                  |
| 46                   | Julian Kern (GER)        | 48e                  |
| 47                   | Sébastien Minard (FRA)   | 4e                   |
| 48                   | Lloyd Mondory (FRA)      | 102e                 |

| Vacansoleil-DCM VCD | Vacansoleil-DCM VCD     | Vacansoleil-DCM VCD |
| ------------------- | ----------------------- | ------------------- |
| Num                 | Coureur                 | Pos                 |
| 51                  | Romain Feillu (FRA)     | 44e                 |
| 52                  | Johnny Hoogerland (NED) | 39e                 |
| 53                  | Björn Leukemans (BEL)   | 70e                 |
| 54                  | Wouter Mol (NED)        | 23e                 |
| 55                  | Kenny van Hummel (NED)  | 3e                  |
| 56                  | Danny van Poppel (NED)  | 8e                  |

| Cofidis COF | Cofidis COF             | Cofidis COF |
| ----------- | ----------------------- | ----------- |
| Num         | Coureur                 | Pos         |
| 61          | Stéphane Poulhiès (FRA) | 41e         |
| 62          | Jan Ghyselinck (BEL)    | 19e         |
| 63          | Romain Hardy (FRA)      | 107e        |
| 64          | Gert Jõeäär (EST)       | 26e         |
| 65          | Arnaud Labbe (FRA)      | 57e         |
| 66          | Romain Lemarchand (FRA) | 76e         |
| 67          | Adrien Petit (FRA)      | 31e         |
| 68          | Romain Zingle (BEL)     | 40e         |

| Lotto-Belisol LTB | Lotto-Belisol LTB        | Lotto-Belisol LTB |
| ----------------- | ------------------------ | ----------------- |
| Num               | Coureur                  | Pos               |
| 71                | Jürgen Roelandts (BEL)   | 13e               |
| 72                | Sander Cordeel (BEL)     | 52e               |
| 73                | Jens Debusschere (BEL)   | 82e               |
| 74                | Gregory Henderson (NZL)  | 100e              |
| 75                | Maarten Neyens (BEL)     | 74e               |
| 76                | Fréderique Robert (BEL)  | 95e               |
| 77                | Marcel Sieberg (GER)     | 51e               |
| 78                | Tosh Van der Sande (BEL) | AB-3              |

| Lampre-Merida LAM | Lampre-Merida LAM         | Lampre-Merida LAM |
| ----------------- | ------------------------- | ----------------- |
| Num               | Coureur                   | Pos               |
| 81                | Andrea Palini (ITA)       | 36e               |
| 82                | Matteo Bono (ITA)         | 71e               |
| 83                | Massimo Graziato (ITA)    | 78e               |
| 84                | Maximiliano Richeze (ARG) | 11e               |
| 85                | Miguel Ubeto (VEN)        | 29e               |
| 86                | Davide Viganò (ITA)       | 68e               |
| 87                | Luca Wackermann (ITA)     | AB-3              |

| Sojasun SOJ | Sojasun SOJ               | Sojasun SOJ |
| ----------- | ------------------------- | ----------- |
| Num         | Coureur                   | Pos         |
| 91          | Jimmy Engoulvent (FRA)*   | 99e         |
| 92          | Maxime Daniel (FRA)       | 9e          |
| 93          | Christophe Laborie (FRA)  | 38e         |
| 94          | David Le Lay (FRA)        | 45e         |
| 95          | Rony Martias (FRA)        | 105e        |
| 96          | Jean-Lou Paiani (FRA)     | 83e         |
| 97          | Evaldas Šiškevičius (LTU) | 33e         |
| 98          | Yannick Talabardon (FRA)  | 54e         |

| Bretagne-Séché Environnement # BSE | Bretagne-Séché Environnement # BSE | Bretagne-Séché Environnement # BSE |
| ---------------------------------- | ---------------------------------- | ---------------------------------- |
| Num                                | Coureur                            | Pos                                |
| 101                                | Jean-Luc Delpech (FRA)             | 17e                                |
| 102                                | Erwann Corbel (FRA)                | 7e                                 |
| 103                                | Renaud Dion (FRA)*                 | 28e                                |
| 104                                | Sébastien Duret (FRA)              | 21e                                |
| 105                                | Arnaud Gérard (FRA)                | 43e                                |
| 106                                | Benjamin Le Montagner (FRA)*       | 97e                                |
| 107                                | Pierre-Luc Périchon (FRA)          | 84e                                |

| Topsport Vlaanderen-Baloise TSV | Topsport Vlaanderen-Baloise TSV | Topsport Vlaanderen-Baloise TSV |
| ------------------------------- | ------------------------------- | ------------------------------- |
| Num                             | Coureur                         | Pos                             |
| 111                             | Jasper De Buyst (BEL)           | 86e                             |
| 112                             | Kenny De Ketele (BEL)*          | 110e                            |
| 113                             | Tim Mertens (BEL)               | 108e                            |
| 114                             | Stijn Neirynck (BEL)*           | 16e                             |
| 115                             | Preben Van Hecke (BEL)          | 20e                             |
| 116                             | Gijs Van Hoecke (BEL)*          | 18e                             |
| 117                             | Sven Vandousselaere (BEL)*      | 5e                              |

| La Pomme Marseille LPM | La Pomme Marseille LPM     | La Pomme Marseille LPM |
| ---------------------- | -------------------------- | ---------------------- |
| Num                    | Coureur                    | Pos                    |
| 121                    | Yannick Martinez (FRA)     | 30e                    |
| 122                    | Jason Bakke (RSA)          | 98e                    |
| 123                    | Joshua Berry (USA)         | 75e                    |
| 124                    | Benjamin Giraud (FRA)      | 10e                    |
| 125                    | José Gonçalves (POR)       | 103e                   |
| 126                    | Christopher Jennings (RSA) | 62e                    |
| 127                    | Yoann Paillot (FRA)        | 37e                    |
| 128                    | Thomas Rostollan (FRA)     | 111e                   |

| MTN-Qhubeka MTN | MTN-Qhubeka MTN                  | MTN-Qhubeka MTN |
| --------------- | -------------------------------- | --------------- |
| Num             | Coureur                          | Pos             |
| 131             | Kristian Sbaragli (ITA)          | 12e             |
| 132             | Jacques Janse van Rensburg (RSA) | 50e             |
| 133             | Songezo Jim (RSA)                | 113e            |
| 134             | Louis Meintjes (RSA)             | 112e            |
| 135             | Sergio Pardilla (ESP)            | 64e             |
| 136             | Meron Russom (ERI)               | 60e             |
| 137             | Dennis van Niekerk (RSA)         | 46e             |
| 138             | Martin Wesemann (RSA)            | 87e             |

| BigMat-Auber 93 BIG | BigMat-Auber 93 BIG       | BigMat-Auber 93 BIG |
| ------------------- | ------------------------- | ------------------- |
| Num                 | Coureur                   | Pos                 |
| 141                 | Mathieu Drujon (FRA)*     | AB-3                |
| 142                 | Romain Bacon (FRA)*       | AB-3                |
| 143                 | Fabien Bacquet (FRA)      | 35e                 |
| 144                 | Nicolas Bazin (FRA)*      | 81e                 |
| 145                 | Flavien Dassonville (FRA) | 47e                 |
| 146                 | Benoît Drujon (FRA)       | AB-3                |
| 147                 | Guillaume Faucon (FRA)*   | 61e                 |
| 148                 | Steven Tronet (FRA)*      | 27e                 |

| Roubaix Lille Métropole RLM | Roubaix Lille Métropole RLM | Roubaix Lille Métropole RLM |
| --------------------------- | --------------------------- | --------------------------- |
| Num                         | Coureur                     | Pos                         |
| 151                         | Morgan Kneisky (FRA)*       | 32e                         |
| 152                         | Matthieu Boulo (FRA)*       | 73e                         |
| 153                         | Julien Duval (FRA)          | 88e                         |
| 154                         | Rudy Kowalski (FRA)*        | 106e                        |
| 155                         | Kévin Lalouette (FRA)       | 96e                         |
| 156                         | Maxime Le Montagner (FRA)*  | 91e                         |
| 157                         | Cyrille Patoux (FRA)        | 58e                         |
| 158                         | Franck Vermeulen (FRA)      | AB-3                        |